# Royal Naval Academy
 (mars 2025).
La Royal Naval Academy, anciennement Royal Naval College of Portsmouth (1733-1837), a été fondée à Portsmouth Dockyard, pour disposer d'un établissement où entraîner les officiers destinés à la Royal Navy. Les intentions des fondateurs étaient de fournir une alternative pour le recrutement des officiers et pour dispenser un entraînement, une éducation et des règles d'admission standardisés.